# Röbbelbach
Der Röbbelbach ist ein 18,9 Kilometer langer, rechter Nebenfluss der Ilmenau im niedersächsischen Landkreis Uelzen.

## Geografie

### Verlauf
Der rechte Nebenfluss der Ilmenau hat seine Quelle am südlichen Ortsrand von Groß Malchau, einem Ortsteil der Gemeinde Stoetze. Von dort fließt er – teilweise mäandrierend – in westlicher Richtung durch Himbergen und Bad Bevensen. Er mündet südöstlich von Bad Bevensen und westlich von Klein Hesebeck in die Ilmenau, kurz bevor diese den Elbe-Seitenkanal unterquert. Zwischen Masbrock und Höver bis Klein Hesebeck bildet der Röbbelbach mit einigen Nebengewässern und ihren Niederungen und den Talräumen das Naturschutzgebiet Röbbelbach.